# Заозерщина (зупинний пункт)
Заозерщина (біл. Заазершчына) — зупинний пункт Могильовського відділення Білоруської залізниці в Октябрському районі Гомельської області. Розташований за 4,2 км на південний захід від села Чорні Броди, за 5,5 км на північний захід від села Заозерщина; на лінії Бобруйськ — Рабкор, поміж зупинним пунктом Чорні Броди і станцією Ратмировичі.